# Hyacinthella siirtensis
Hyacinthella siirtensis är en sparrisväxtart som beskrevs av Brian Frederick Mathew. Hyacinthella siirtensis ingår i släktet Hyacinthella och familjen sparrisväxter. Inga underarter finns listade i Catalogue of Life.